# 나만의 당신
《나만의 당신》은 2014년 1월 20일부터 같은 해 7월 18일까지 방영되었던 SBS 아침연속극이었다.

## 기획 의도
구두닦이로 정직하게 살아온 어머니 슬하에서 자란 딸이 야망에 눈이 먼 모자가 일으킨 끔찍한 사고에 휘말린 후 역경을 극복하고 재기하는 과정을 그린 드라마

## 등장인물

### 주요 인물
- 이민영(고은정)
- 정성환(이준하)
- 송재희(강성재)
- 한다민(이유라

### 고은정 가족
- 선우은숙(나순심 여사)
- 이연수(나한심)
- 오초희(고은별)
- 이명훈(고은산)

### 이준하 가족
- 이휘향(장영숙)
- 이동준(이병준)
- 박형준(이준혁)(특별출연)
- 정시연(주희진)

### 강성재 가족
- 유혜리(오광자)
- 문천식(오광달)
- 유소영(강성아)
- 곽지혜(오하니)

### 그 외 인물
- 최대훈(김태수)
- 박찬환(백인섭)
- 조성희(이종수)
- 김홍수(윤경철 이사)
- 인성호(형사 1)
- 나주호(형사 2)
- 신준영(왕손)
- 김태영(판사)
- 김윤태(김 검사)
- 최광제(대포폰 사장)
- 서지연(이기숙 기자)
- 사미자(봉사받는 할머니) (특별출연)
- 함진성(남 비서)

## 결방 사유 및 연장(2014)
- 4월 17일 ~ 22일 : '세월호 침몰 사고' 뉴스특보로 인해 결방
- 6월 17일 ~ 23일 : '브라질 월드컵' 경기중계로 인해 결방
- 나만의 당신 방영 분량이 120부작에서 1회 연장되어 121부작으로 변경 및 확정되었다.

## 참고 사항
- 정성환은 녹색마차 이후 4년 3개월 만에 SBS 아침연속극의 남주인공 역을 맡았다.
- SBS드라마플러스가 2009년 7월 SBS프로덕션의 제작사업부문을 합병하여 SBS 플러스로 새롭게 출범한 뒤[1] 처음 외주제작한 아침연속극이다.